# Lebap (tỉnh)
Lebap (tiếng Turkmen: Lebap welaýaty tiếng Ba Tư لباب Lobāb) là một tỉnh của Turkmenistan. Tỉnh này nằm ở đông  bắc của quốc gia này và giáp với các tỉnh Xorazm, Buxoro, Qashqadaryo, Surxondaryo của Uzbekistan dọc theo Amu Darya và các tỉnh Faryab, Jowzjan của Afghanistan. Tỉnh lị của nó là Türkmenabat (trước đây có tên là Çärjew). Lebap có diện tích 93.730 km² và dân số ước tính năm 2005 là 1.334.500 người.